# قران فوقاني
قران فوقاني  قرية سوريّة تتبع إداريّاً لمحافظة حلب منطقة عين العرب ناحية مركز شيوخ تحتاني، بلغ تعداد سكانها 833 نسمة حسب التعداد السكاني لعام 2004.